# 寺湾乡
寺湾乡是中国陕西省延安市子长县下辖的一个乡。

## 行政区划
寺湾乡下辖以下行政区：
寺湾村、前滴哨村、后滴哨村、新寨村、新庄库村、向阳沟村、永长安村、井家沟村、安家咀村、李家川村、桑树坪村、中庄村、碾沟村、刘家园子村、刘家硷村、寺沟村、老庄湾村、石家坪村、王家圪崂村、张家崖窑村、老草湾村、西山沟村、凉水湾村、穆家塌村